# Bâtisseurs de Montcalm
Les Bâtisseurs de Montcalm sont une équipe de hockey sur glace de la Ligue nord-américaine de hockey de Saint-Roch-de-l'Achigan dans la province de Québec au Canada qui a existé pendant une seule saison.

## Histoire
L'équipe est annoncée comme équipe d'expansion en avril 2022 et qu'elle allait faire ces débuts en 2022-2023 après un repêchage d'expansion en juin 2022,,,. Éric Labrosse est nommée entraîneur-chef de l'équipe le 1er juin 2022. Avant même que l'équipe joue son premier match, Labrosse quitte l'équipe pour devenir entraîneur-assistant pour les Wildcats de Moncton de la Ligue de hockey junior majeur du Québec et il est remplacé par Daniel Gauthier. Lors de leur saison inaugurale, les Bâtisseurs terminent au dernier rang de la LNAH avec un bilan de 13 victoires, 16 défaites, 5 défaites en prolongation et 2 défaites en fusillade. Ils sont éliminés en quart de finale en cinq parties par les champions en titre, l'Assurancia de Thetford.
La négociation d'entente entre les dirigeants du club et de nouveaux investisseurs ayant échoué, la Ligue nord-américaine de hockey annonce la dissolution de l'équipe le 29 juin 2023.

## Statistiques
| Saison    | PJ | V  | D  | N | DP | DTB | BP  | BC  | Pts | Classement | Séries éliminatoires       |
| --------- | -- | -- | -- | - | -- | --- | --- | --- | --- | ---------- | -------------------------- |
| 2022-2023 | 36 | 13 | 16 | - | 5  | 2   | 133 | 175 | 33  | 7e place   | Défaite en quart de finale |

## Joueurs
Liste exhaustive des joueurs de l'équipe :
- Gardiens de but
  - Francis Asselin
  - Guillaume Decelles
  - Étienne Marcoux
- Défenseurs
  - Antoine Arsenault
  - Jonathan Bartuccio-Pereira
  - Olivier Beaudoin
  - Vincent Bujold
  - Philippe Charbonneau
  - Simon Danis-Pépin
  - Antoine Desmeules
  - Jérémy Diotte
  - Wayne Létourneau
  - Alexandre Perron-Fontaine
  - Sasha Pokulok
  - Vincent Richer
  - Ryan Sullivan
  - Gabriel Sylvestre
  - Dominic Talbot-Tassi
- Attaquants
  - Said Abi-Faycal
  - Kevin Auger
  - Raphaël Bussières
  - Thomas Éthier
  - Kevin Gadoury
  - Guillaume Gauthier
  - Zachary Gravel
  - Maxime Guyon
  - Samuel Hatto
  - Cory Holland
  - Jason Imbeault
  - Benjamin Lagarde
  - Luc Leclair
  - Frédéric Létourneau
  - Marc-Olivier Mimar
  - François Ouimet
  - Danny Potvin
  - Kurtis Swanson
  - Marc-André Tourigny
  - Martin Trempe